# Ànima llisa

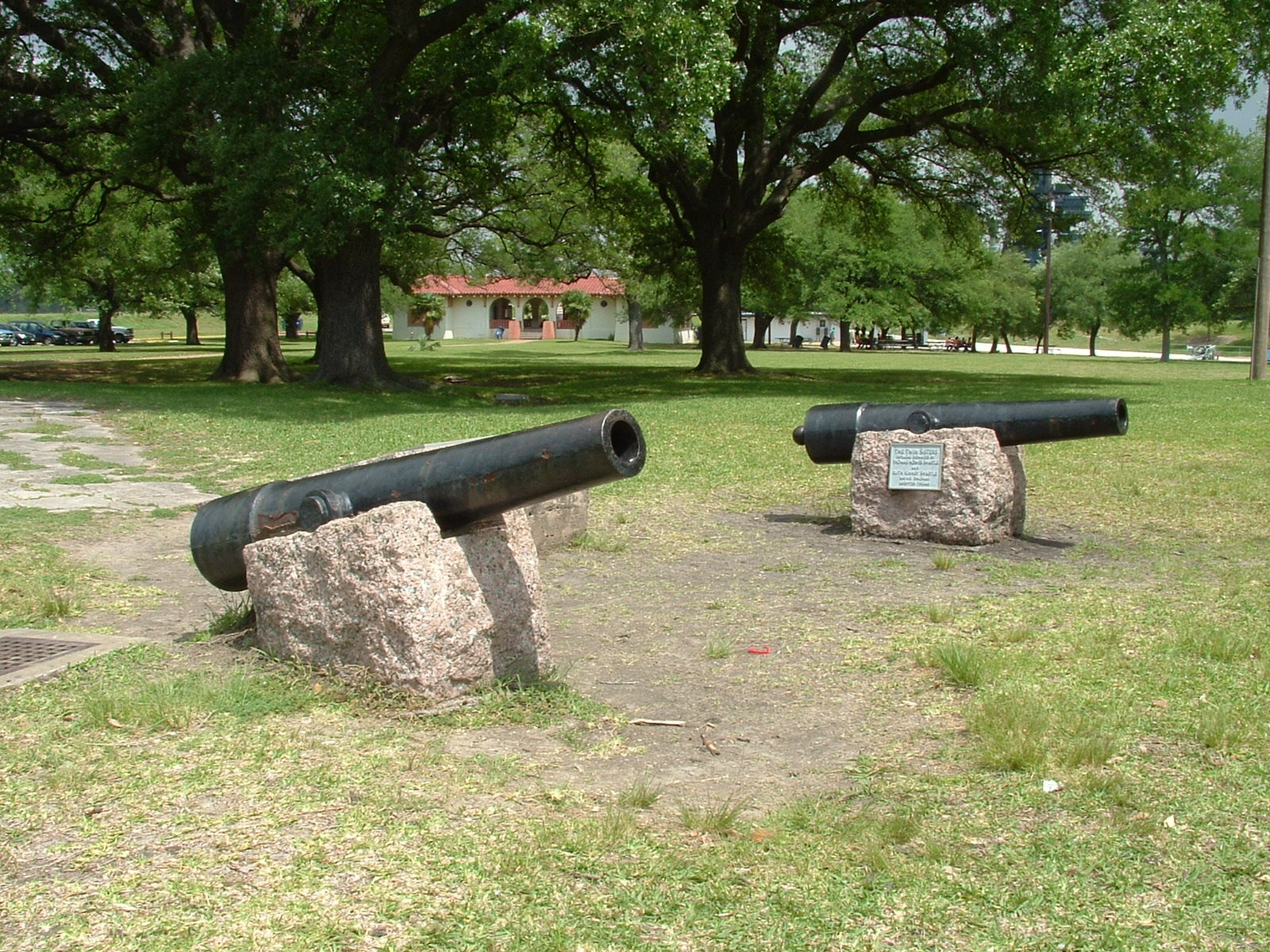
Canons d'ànima llisa.

Ànima llisa (a vegades referit amb la veu en anglès smoothbore) es refereix a l'interior del canó d'una arma de foc que no té estries.
La majoria de les escopetes de caça són d'ànima llisa, així que el terme escopeta pot ser sinònim d'ànima llisa

## Història de les armes d'ànima llisa

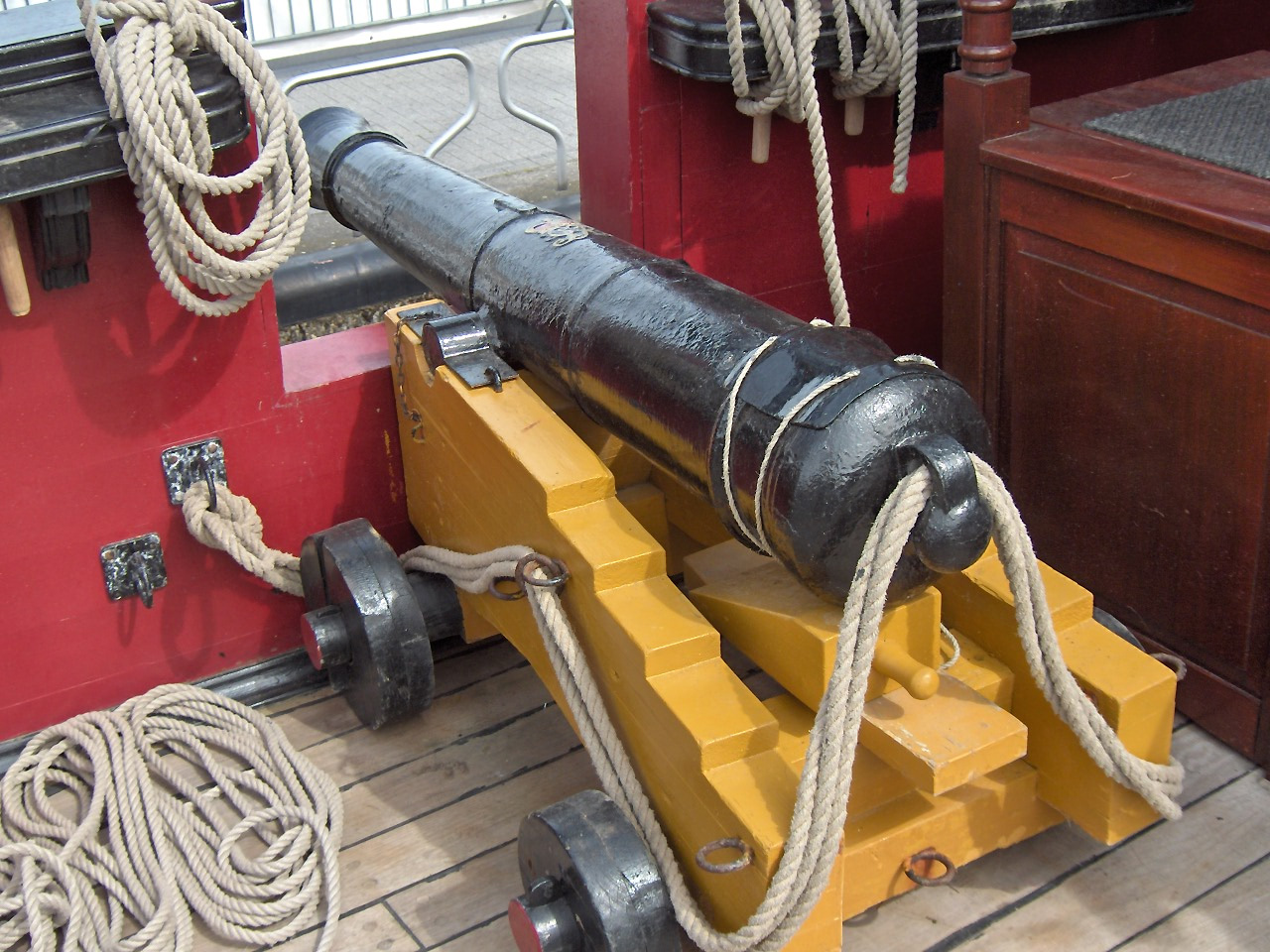
Un canó d'ànima llisa de ferro fos, de la nau Gran Turc, rèplica d'una fragata de tres pals del segle 18

Les primeres armes de foc tenien l'interior del canó llis, i els projectils eren disparats sense un gir significatiu. Aquests projectils havien de ser de formes estables, tals com a fletxes o esferes amb aletes, per evitar que el vol fos massa curt per la seva inestabilitat. No obstant això, les bales esfèriques tendeixen a rotar aleatòriament durant el vol, amb la conseqüència que fins i tot una esfera relativament llisa té un vol curt al rotar en qualsevol eix no paral·lel a l'adreça del trajecte.
Al segle xviii, l'arma regular de la infanteria era el mosquet d'ànima llisa; al segle xix, els fusells d'ànima estriada es van fer habituals, augmentant perceptiblement la potència i l'abast de les armes, ja que les estries imparteixen un sentit de rotació al projectil, que l'estabilitza i evita que caigui, aconseguint dues coses: 1. Augmenta l'exactitud del projectil eliminant la deriva a l'atzar a causa de l'efecte Magnus. - 2. Permet bales de formes més allargades i més pesades, sent utilitzables en canons del mateix diàmetre, la qual cosa implica major potència i abast amb el mateix calibre.

## Armes d'ànima llisa modernes
.

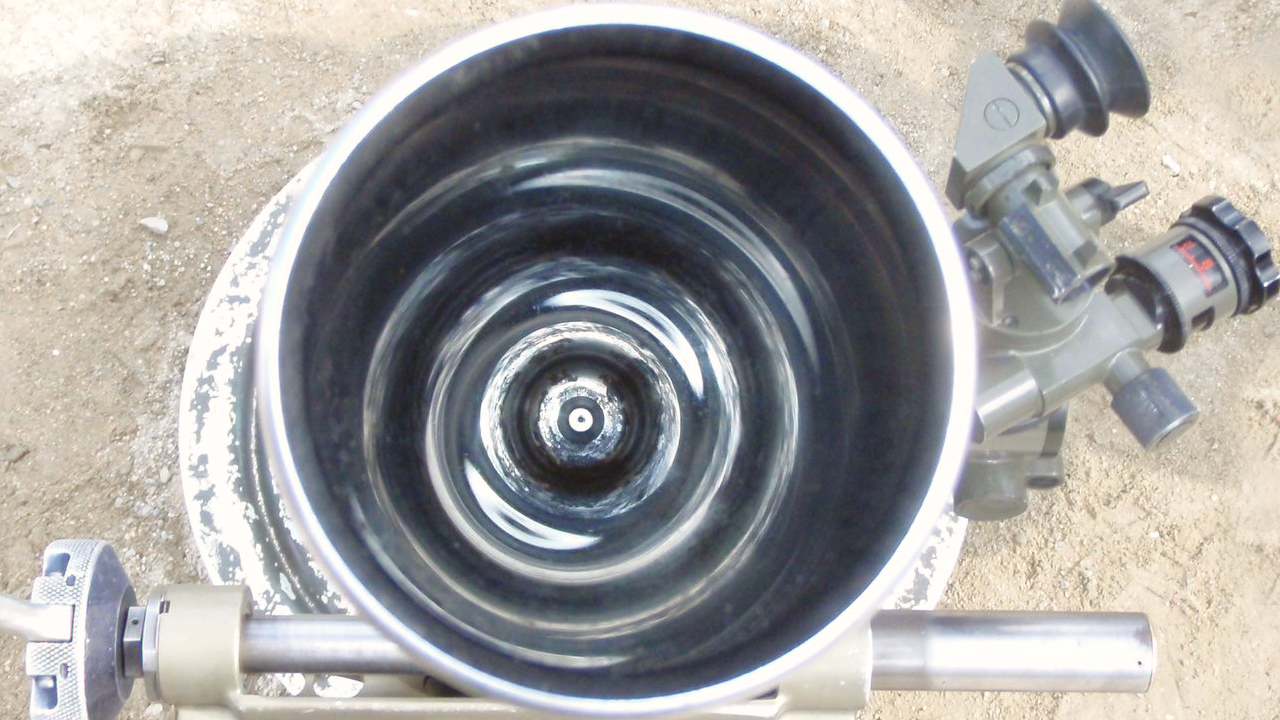
Un morter L16 de 81 mm d'ànima llisa.

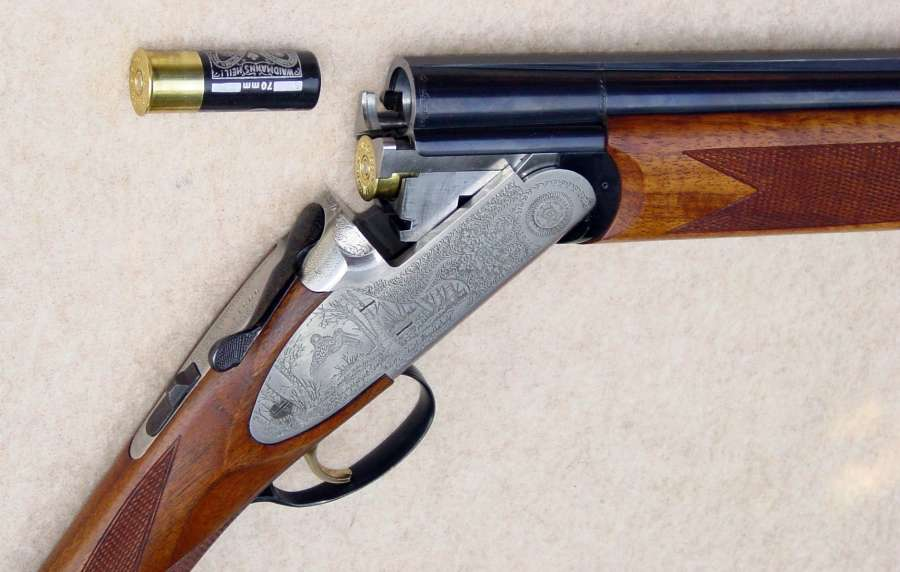
Escopeta tipus canons superposats d'ànima llisa, mostrant la recambra i els cartutxos

Algunes armes de foc encara es fabriquen amb ànima llisa. La més comuna és l'escopeta. El disparar projectils múltiples, no-coaxials, amb un canó d'ànima ratllada donaria lloc a un patró en forma de "O", amb una extensió molt ràpida, conduint a una alta densitat de projectils en la perifèria, i a una densitat baixa de projectils a l'interior. Mentre que això pot ser acceptable en abastos propers, no és desitjable en abastos més llargs, on un patró concentrat i constant és necessari per maximitzar la probabilitat d'impactar al blanc.
Per penetrar la gruixuda armadura dels vehicles cuirassats moderns, es necessita un projectil molt llarg, fi i amb alta energia cinètica. Com més llarg sigui el projectil en proporció al seu diàmetre, més alta és la probabilitat que es desestabilitzi, per la qual cosa és necessari estabilitzar-ho. El ratllat de l'ànima del canó pot estabilitzar únicament projectils amb un cert quocient entre la longitud i el seu diàmetre, i aquests projectils moderns són massa llargs.
Aquesta classe de projectils tenen forma de dard. Usant les aletes per a l'estabilització, el ratllat de l'ànima no és necessari i la seva existència degradaria l'exactitud d'un projectil amb aletes. A causa de l'augment de l'ús dels projectils cinètics, altament eficaços per penetrar el blindatge dels tancs, molts tancs moderns posseeixen canons d'ànima llisa. L'Armada de Rússia també va experimentar amb canons de gruixut calibre d'ànima llisa, però a causa dels alts costos van parar el projecte.
L'evolució dels canons dels tancs també ha mostrat ser apta per a armes més petites. Un exemple singular és el programa nord-americà "Fusell de Combat Avançat" (ACR, acrònim d'advanced combat rifle). Els fusells ACR utilitzen canons d'ànima llisa per disparar projectils tipus fletxa únics o múltiples per tret, en lloc de les tradicionals bales, per proporcionar un llarg abast, una trajectòria plana i capacitats de perforació de blindatge igual que els projectils cinètics per als tancs. Aquest tipus de munició és massa llarg i fi per poder ser estabilitzat pel ratllat del canó, a conseqüència de la qual cosa es realitza millor en un canó d'ànima llisa. El programa ACR va ser abandonat a causa de problemes de fiabilitat i a una pobra balística. Una altra arma d'ànima llisa en ús és l'arma antidisturbis de 37 mm. Aquestes s'utilitzen en abastos curts contra grups de gent, per la qual cosa no requereixen un alt grau d'exactitud.
Els morters són sovint d'ànima llisa, ja que:
- a) el projectil cau cap avall per la força de gravetat
- b) un canó llis fa que el projectil sigui més fàcil i ràpid de carregar.

Els morters d'ànima llisa utilitzen projectils estabilitzats per aletes.